# Скоц Оксана Володимирівна
Окса́на Володи́мирівна Ско́ц (нар. 1988, с. Приморське (Татарбунарський район), Одеська область) — українська поетеса, член Національної спілки письменників України (2019).

## Біографія
Народилася 15 вересня 1988 року в с. Приморське (Татарбунарський район) на Одещині. Закінчила філологічний факультет Кам'янець-Подільського університету. Проживає в м. Старокостянтинові Хмельницької області. Працює вчителькою зарубіжної літератури в Малочернятинській школі і методисткою в Центрі раннього розвитку дитини.

## Літературна діяльність
Поетеса.

Авторка збірки лірики: «Невидиме» (2019).

## Відзнаки
- Лауреатка літературного конкурсу «Смолоскип» (ІІІ премія, 2017);
- Переможниця в номінації «Поезія» Міжнародного літературного конкурсу «Гранослов» (2018).